# سنتر پوینت (آلاباما)
سنتر پوینت (به انگلیسی: Center Point) شهری در شهرستان جفرسون ایالت آلاباما است که مساحت آن ۱۵٫۸۷ کیلومتر مربع است و در سرشماری سال ۲۰۱۰ میلادی، ۱۶٬۹۲۱ نفر جمعیت داشته و تراکم جمعیتی آن، ۱٬۰۶۶٫۲۳ نفر در هر کیلومتر مربع بوده‌است.